# 밥만 먹고 못살아
"밥만 먹고 못살아"는 한국에서 제작된 김기현 감독의 1991년 영화이다. 이대근 등이 주연으로 출연하였고 김방남 등이 제작에 참여하였다.

## 출연

### 주연
- 이대근
- 홍주희
- 한명구
- 서창숙

## 기타
- 조명: 최원근